# صحافة مؤتمرات الفيديو
صحافة مؤتمرات الفيديو هي عملية ومفهوم تنظيم مؤتمر صحفي دولي باستخدام مؤتمرات الفيديو (وهي نوع من المؤتمرات باستخدام شبكة الاتصالات مؤتمر باستخدام شبكة الاتصالات) عبر الإنترنت.
هذا المفهوم وضعه موقع WEBOconference في أكتوبر 2007 كموفر لخدمة مؤتمرات الفيديو وجمعية الصحافة الإفريقية (APPA) ليسمح للصحفيين الأفارقة بالمشاركة في المؤتمرات الصحفية الدولية حول موضوع التنمية والحكم الرشيد.
كما يمكن للصحفيين المشاركة في مؤتمر الصحافة الدولية من أي مكان دون ترك مكاتبهم أو بلدانهم. وكل ما يحتاجونه هو أن يكونوا أمام أجهزة كمبيوتر متصلة بالإنترنت عن طريق رابط فيديو وطرح أسئلتهم على المتحدث باستخدام الميكروفون والدخول في النقاش.

## معلومات تاريخية
وفي عام 2008 استخدمت خدمة مؤتمرات الفيديو في منظمة الصحافة الإفريقية الأمين العام للأمم المتحدة جين ماري جوهينو, والمدير العام للتنمية في المفوضية الأوروبية ورئيس البرلمان الإفريقي، عن طريق مدير الاتصالات بالبنك الإفريقي للتنمية, والأمين العام للاتحاد الدولي للاتصالات، واستخدمها المراسل الخاص الأمم المتحدة في الأشكال المعاصرة من العنصرية والمدير الإفريقي في مؤتمر الأمم المتحدة للتنمية (PNUD), كما استخدمها متحدث الأمم المتحدة لمكتب الشؤن الإنسانية في تشاد والمكتب الأفريقي لصندوق النقد الدولي (IMF), أو عن طريق الممثل الرسمي للأمم المتحدة للأطفال(اليونيسيف) في تشاد.
وفي فبراير 2009 أعلن الأمين العام للمنظمة الإفريقية للصحافة نيكولاس بيمبوجن موجنارد، أن المنظمة غير الحكومية تتوقع زيادة كبيرة في الطلب على مؤتمرات فيديو الصحافة العالمية بسبب الأزمة الاقتصادية العالمية التي تحد من قدرة الصحفيين على إيجاد الوقت والموارد للسفر.

## وصلات خارجية
- Joint Press Release: BADEA and APO Sign a Co-operation Agreement[وصلة مكسورة]
- Press Videoconference: Impacts of Global Financial Crisis on African Economies
- PanAfrican Press Association WEBOconference PressVideoconference Press Release
- WEBOconference PressVideoconference Joint Press Release نسخة محفوظة 7 أكتوبر 2011 على موقع واي باك مشين.
- PressVideoconference 2009 Press Release